# Corus laevifrons
Corus laevifrons är en skalbaggsart som beskrevs av Stefan von Breuning 1947. Corus laevifrons ingår i släktet Corus och familjen långhorningar. Inga underarter finns listade i Catalogue of Life.